# Epi Drost
Eimert, genannt Epi oder Epy Drost (* 21. September 1945 in Amersfoort; † 27. Mai 1995 in Rotterdam) war ein niederländischer Fußballspieler und -trainer. Er spielte 14 Jahre mit dem FC Twente in der Eredivisie und wurde 1977 mit den Enschedern niederländischer Pokalsieger. Von 1969 bis 1973 kam er zu neun Einsätzen in der niederländischen Nationalmannschaft.

## Biografie
Epis Vater Selis Drost war ebenfalls Fußballspieler gewesen, aktiv bei HVC Amersfoort und WVV Wageningen. Daher zog der gebürtige Amersfoorter schon früh mit seinen Eltern nach Wageningen um. Wie sein Vater, der als Holzhändler arbeitete, lernte er den Beruf des Zimmermanns.

### Im Verein
In Wageningen spielte Drost, ebenfalls wie sein Vater, bei WVV, wo er 1962, zwei Tage nach seinem siebzehnten Geburtstag, bei einem Spiel gegen De Graafschap sein Debüt in der ersten Mannschaft gab. Über SC Heracles kam er 1966 zum FC Twente nach Enschede, wo er bis 1980 bleiben sollte. Twente zahlte für ihn 40.000 Gulden Ablöse – und gab noch den Spieler Hans Roordink drauf. Twentes Trainer Kees Rijvers machte in Enschede aus dem Allrounder einen Libero, den letzten Mann vor Torhüter Piet Schrijvers. Drost wurde in dieser Zeit zum Publikumsliebling und zu einer Leitfigur des FC Twente. „Epi war natürlich nicht nur ein fantastischer Fußballer,“ heißt es in seiner Biografie auf der Clubhelden-Website des Vereins, „er war viel mehr. Als letzter Mann war er die treibende Kraft der Mannschaft, der jederzeit die Elf ins Schlepptau nahm, und darum der perfekte Anführer des Teams.“ Die Kehrseite war, dass er sich nicht immer an die Regeln hielt. So war er 1969, als Twente im Februar im Trainingslager in Süddeutschland war, einer von vier Spielern, die sich aus dem Lager schlichen, um Karneval zu feiern.
Während seine drei „Mit-Karnevalisten“ zum Saisonende gehen mussten, wurde Drost zu einem der Garanten der Twente-Erfolge der 1970er Jahre – was nicht zuletzt Sparta Rotterdam zu verdanken ist, denn der Verein trat vom Kauf Drosts, der Twente ebenfalls verlassen sollte, zurück. 1974 wurde seine Mannschaft Vizemeister, nachdem sie sich erst am letzten Spieltag im direkten Duell Feyenoord beugen musste. Im UEFA-Pokal im folgenden Jahr stand er mit Eddy Achterberg und Frans Thijssen, mit Arnold Mühren, Cees van Ierssel und Volkmar Groß in dem Team, das im Halbfinale Juventus Turin ausschaltete und erst im Finale an Borussia Mönchengladbach scheiterte. Im gleichen Jahr verlor das Team das Pokalendspiel gegen den FC Den Haag. Zwei Jahre später sollte es endlich mit einem Titel klappen: am Himmelfahrtstag 1977 spielte er mit Twente in Nijmegen im KNVB-Pokalfinale. Nach 90 Minuten stand es gegen PEC Zwolle 0:0; mit einem Distanzschuss aus mehr als 30 Metern brachte Drost sein Team in der Verlängerung in Führung. Twente gewann letztlich mit 3:0, und Mannschaftskapitän Drost konnte anschließend die erste Trophäe für seinen Klub in Empfang nehmen.
1980 wechselte er nach Dordrecht zu DS’79, nachdem er seinen Stammplatz an den jüngeren Ab Gritter verloren hatte. Bei DS’79 ließ er im Juni 1981 seine aktive Laufbahn ausklingen. Zumindest zeitweilig, denn noch einmal, in der Saison 1982/83 als Assistenztrainer in Enschede, schnürte er – Twenter durch und durch – die Fußballstiefel, um dem Verein im Abstiegskampf zu helfen, als die Mannschaft in der Rückrunde von Verletzungspech verfolgt wurde. Doch vergeblich; er konnte nicht verhindern, dass die Enscheder das erste und bislang einzige Mal in die Zweitklassigkeit mussten.
Insgesamt war Drost für Twente 423-mal in der Eredivisie, 43-mal im niederländischen Pokal und 45-mal in europäischen Wettbewerben im Einsatz.

### In der Nationalmannschaft
Sein Debüt in der niederländischen Elftal gab Drost unter Bondscoach Georg Keßler am 16. April 1969 in De Kuip gegen die Tschechoslowakei. In der Qualifikation zur EM 1972 kam er dreimal zum Einsatz, darunter bei der 0:1-Niederlage gegen die DDR im Dresdner Rudolf-Harbig-Stadion am 11. November 1970. Er überwarf sich jedoch mit Trainer František Fadrhonc – der sein eigenwilliges, risikofreudiges Spiel nicht schätzte –, nachdem der ihn bei einem Freundschaftsspiel als einzigen aus dem gesamten Kader nicht spielen ließ. „Mit dem Epi ist immer Zirkus“, kanzelte Fadrhonc ihn ab. So stand Drost ab Mitte 1971 einige Zeit im Abseits; erst am 12. September 1973 kehrte er beim 2:1-Sieg in Oslo gegen Norwegen in der WM-Qualifikation in die erste Elf zurück. Dies sollte jedoch zugleich sein letztes Spiel in Oranje werden, da er sich anschließend eine schwere Verletzung zuzog und dadurch auch die WM 1974 in Deutschland verpasste.

### Trainerlaufbahn
1982 kehrte er nach Enschede zurück, um beim FC Twente Assistenztrainer von Spitz Kohn zu werden. Auch unter Trainer Fritz Korbach blieb er hier Co-Trainer, ehe er 1987 seine erste Cheftrainerstelle bei seinem alten Verein DS’79 antrat. Ein Jahr später ging er in der neuen Funktion zu RBC Roosendaal. Anschließend wechselte er in die drittklassige Hoofdklasse (Hauptklasse), die damals oberste Amateurliga, zu RKVV Stevo aus Geesteren. Hier baute er eine Mannschaft auf, mit der er 1994 die Landesmeisterschaft der „Sonntagsamateure“ – die Hoofdklasse ist in zwei Abteilungen aufgeteilt, die Samstags- und die Sonntagsamateure; die jeweiligen Meister spielen den niederländischen Amateurmeister aus – gewann, jedoch im Finale gegen VV Katwijk unterlag.

### Der Privatmann
In der Biografie von Bert Nederlof wird Drost als ein losbol, als „lockerer Vogel“ geschildert: „ein notorischer Fremdgeher“ – seine Ex-Ehefrau, Margreeth Buiskool, erzählt, er habe vom ersten Tag der Ehe an Freundinnen gehabt – „ein Mann, der nicht mit Geld umgehen konnte, Bindungsangst hatte und als Geschäftsmann hoffnungslos versagte.“ Seit er in Enschede lebte, in und nach seiner aktiven Zeit, fuhr er täglich mit seinem Porsche, seinem Camaro oder Beretta bei einer Enscheder Cafeteria vor, wo er herumsaß, Hackbällchen aß und mit dem Wirt Karten spielte – auch noch am Tag seines Todes.

### Tod auf dem Fußballplatz
Am 27. Mai 1995 spielte Epi Drost, der bereits 1991 eine Herzoperation über sich ergehen lassen und seither insgesamt vier Bypässe hatte, mit einer Mannschaft von Altinternationalen gegen den Amateurclub Transvalia aus dem Süden Rotterdams, der sein 90-jähriges Bestehen feierte. Als einziger der Ehemaligen machte er Aufwärmübungen. Während des Spiels erzielte er ein Tor und brach kurz darauf mit einem Herzstillstand zusammen. Wim Meutstege riss ihm das Trikot vom Leib; Meutstege und weitere Mitspieler sowie ein Vereinsarzt versuchten, ihn zu reanimieren, doch Drost starb nur wenige Stunden später in einem Rotterdamer Krankenhaus. Sein zerrissenes Trikot aus diesem letzten Spiel wird einen Ehrenplatz im Niederländischen Fußballmuseum in Middelburg erhalten, das im Dezember 2009 eröffnete.

### Ehrungen
Im Jahr 2000 wählten ihn die Fans des FC Twente – die ihn aufgrund einer Ähnlichkeit mit dem von Henry Darrow gespielten Manolito Montoya aus der in den frühen 1970er Jahren populären Fernsehserie High Chaparral „Manolito“ nannten – zum „Fußballer des Jahrhunderts“. Im Jahr 2005 erreichte er bei einer Wahl zum Größten Overijsseler den zweiten Platz hinter dem Erfinder einer künstlichen Niere, Willem Kolff.